# Hamburger Garten- Blumenzeitung
Hamburger Garten- und Blumenzeitung (abreviado Hamburger Garten- Blumenzeitung) fue una revista ilustrada con descripciones botánicas que fue editada en Hamburgo desde el año 1852 hasta 1890 con el nombre de Hamburger Garten- und Blumenzeitung. Eine Zeitschrift für Garten- un Blumenfreunde, für Kunst- und Handelsgartner. Hamburg. Fue precedida por Neue allgemeine deutsche Garten- und Blumenzeitung.